# La poliziotta
Série La Flic
La Flic chez les poulets
(1976)
Pour plus de détails, voir Fiche technique et Distribution.
La poliziotta est un film italien réalisé par Steno, sorti en 1974.
Le rôle-titre est interprété par Mariangela Melato, qui a remporté le David di Donatello de la meilleure actrice pour son interprétation de Giovanna, la policière. Le succès du film a donné lieu à trois suites avec Edwige Fenech, moins humoristiques et plus érotiques.

## Synopsis
Gianna est une secrétaire agréable, exploitée au travail parce que les hommes ne la considèrent que comme un objet. Lassée de cette situation, elle décide de quitter Ravedrate pour Milan, mais c'est à la gare du village qu'elle trouve l'inspiration pour sa rédemption : la possibilité de devenir agent de la circulation.
Elle obtient son diplôme avec les meilleures notes et après avoir changé son nom en Giovanna, en souvenir de la Pucelle d'Orléans, elle entre au service. Elle est très fière de sa position, mais en poursuivant son travail, elle découvre comment tout le monde politique est un enchevêtrement de mensonges, d'escroqueries, de clientélisme et de népotisme entre les particuliers, les entreprises et l'État.
Ses adversaires tentent par tous les moyens de la marginaliser à des postes difficiles ou inférieurs, puis de l'ostraciser et enfin de la diffamer. Cependant, sa volonté et son sens du devoir l'amènent à attirer l'attention des médias, elle parvient à porter ses plaintes au ministère mais, même là, l'illégalité règne et on les fait disparaître. Gianna est envoyée à un poste vacant sur une île sicilienne isolée avec le juge qui l'avait soutenue.

## Fiche technique
- Titre original italien : La poliziotta
- Réalisation : Steno
- Scénario : Sergio Donati, Giuseppe Catalano, Luciano Vincenzoni et Nicola Badalucco
- Photographie : Alberto Spagnoli
- Montage : Raimondo Crociani
- Musique : Gianni Ferrio
- Décors : Luigi Scaccianoce (it)
- Costumes : Enrico Sabbatini (it)
- Maquillage : Otello Fava (it)
- Production : Carlo Ponti
- Société de production : Compagnia Cinematografica Champion (Rome)
- Pays de production :  Italie
- Langue originale : italien
- Format : Couleurs par Eastmancolor - 1,85:1 - Son mono - 35 mm
- Genre : comédie à l'italienne
- Durée : 100 minutes
- Date de sortie : 
  - Italie : 31 octobre 1974 (Rome) ; 16 novembre 1974 (Milan)

## Distribution
- Mariangela Melato : Giovanna Abbastanzi
- Orazio Orlando : Ruggero Patanè
- Mario Carotenuto : Le Chef de la police Marcellini
- Armando Brancia : Senateur Giuseppe Brembani
- Renato Scarpa
- Renato Pozzetto : Claudio Ravassi
- Alvaro Vitali : Fantuzzi
- Umberto Smaila

## Production
La poliziotta est considéré comme l'un des pères nobles de la comédie érotique à l'italienne des années 1970, non pas par son thème, mais par la richesse de ses personnages. Trois suites du film ont ensuite été réalisées (La Flic chez les poulets, La Flic à la police des mœurs et Reste avec nous, on s'tire), toutes trois tournées par Michele Massimo Tarantini et dans lesquelles le rôle de la policière est interprété par Edwige Fenech ; ces trois suites ne conservent pas la teneur humoristique du film original, très sage sur le plan érotique, mais sont de véritables films érotiques. Les quatre films de la série mettent en scène Alvaro Vitali, d'abord dans un petit rôle, puis de plus en plus central.
De même que La poliziotta, un autre film de Steno a donné naissance à un genre populaire des années 1970 : Société anonyme anti-crime, initiateur du genre poliziottesco. 

### Tournage
Le film se déroule dans le village fictif de Ravedrate. La plupart des scènes ont été tournées à Bergame, entre la ville haute et la ville basse. D'autres scènes ont été tournées sur l'Adda, et on peut reconnaître le pont sur l'Adda entre Paderno d'Adda et Calusco d'Adda, et la centrale électrique d'Esterle à Cornate d'Adda. Dans le générique d'ouverture, on reconnaît Terni, en particulier la Piazza Tacito et les rives de la Nera.